# Julio Marienhoff
Julio Marienhoff (Prusia Oriental, 12 de abril de 1861 - Mendoza, 9 de abril de 1932) fue un ingeniero ruso de actuación profesional y política en la Argentina.
Sus padres fueron Nicolas Marienhoff y Catalina Kleptner. Ingeniero por la Universidad de San Petersburgo, su familia tenía una cervecería que abastecía a la corte del Zar de Rusia. Estando en Bélgica fue interesado por el gobierno de Luis Sáenz Peña para trabajos relacionados con su profesión, una de ellas instalar una destilería de maíz en La Plata. Arribó a la Argentina en 1893. Años después lo harían su hermano Luís, en 1905, y luego su primo Benito Marienhoff.
Fue un importante colonizador de tierras en el departamento de San Martín de la provincia de Mendoza, haciéndole llegar a las mismas la cultura del suelo con un sistema de riego que el mismo patentó. Fue además Ministro de Obras Públicas municipales del gobierno mendocino de Emilio Civit. 
Se casó en 1898 con Sofia Pavlovsky con quien tuvo siete hijos. Tres de ellos, Sergio, Wladimiro, y Alexis murieron en un terremoto en 1920. Además estaban Lydia Sofia, profesora de francés, Rosa Nelly, periodista, Miguel Santiago, que fue un jurista de prestigio internacional, e Irma Sofía, abogada.
- Datos: Q5955452